# Hachimycin
Hachimycin, còn được gọi là trichomycin, là một loại kháng sinh polyene macrolide. Nó được sử dụng như một chất chống nấm diệt nấm, có nguồn gốc từ streptomyces.